# Jan de Reus
Jan de Reus (Groningen, 1956) is een Nederlandse politicus van de VVD. Sinds 30 mei 2018 is hij lid van de Gedeputeerde Staten van Flevoland.

## Biografie

### Opleiding en loopbaan
De Reus studeerde bedrijfskunde en bedrijfseconomie aan de Erasmus Universiteit Rotterdam. Van 1982 tot 2004 werkte hij als ambtenaar bij de rijksoverheid en van 2004 tot 2018 als zelfstandig interim-manager en consultant in de publieke sector. Momenteel is hij nog actief als voorzitter van de raad van toezicht van stichting Zorgfix in Almere en lid van het algemeen bestuur van de VVD Bestuurdersvereniging.

### Politieke loopbaan
Van 1991 tot 2002 was De Reus namens de VVD lid van de Rotterdamse deelgemeenteraad van Hillegersberg-Schiebroek, vanaf 1994 als fractievoorzitter. Van 2011 tot 2018 was hij namens de VVD lid en fractievoorzitter van de Provinciale Staten van Flevoland. Op 30 mei 2018 volgde hij Jaap Lodders als lid van de Gedeputeerde Staten van Flevoland. In 2019 en 2023 was hij provinciaal lijsttrekker van de VVD.
Sinds 2019 heeft De Reus in zijn portefeuille Ruimtelijke ordening, Wonen, Almere 2.0, Amsterdam Lelystad Airport, Mobiliteit, Mobiliteit en Infrastructuur Test Centrum (MITC) en Personeel en organisatie. Daarnaast is hij lid van de Bestuurlijke adviescommissie ruimtelijke ontwikkeling, wonen en waterbeheer, Bestuurlijke adviescommissie mobiliteit en Bestuurlijke adviescommissie werkgeverszaken van het Interprovinciaal Overleg (IPO). Tevens is hij 1e loco-commissaris van de Koning.

### Persoonlijk
In 2018 ontving De Reus een koninklijke onderscheiding. Hij werd benoemd tot lid in de Orde van Oranje-Nassau.